# به پایان سلام کن
به پایان سلام کن، اصطلاحی است اغلب سیاسی و بعضا به صورت شعار که به شکست و به پایان رسیدن دوره‌ای برای یک شخص یا گروه یا حکومت اشاره دارد.
این عبارات در ادبیات سیاسی ایران و گاهی مناسبات بین‌المللی رواج یافته است و به صورت گسترده توسط افراد و مقامات سیاسی برای تهدید دشمنان یا گروه‌های رقیب و طرفین متخاصم و نیز توسط معترضان خواهان تغییر نظام استفاده می‌شود.

## پیشینه
شعار «به پایان سلام کن» در جریان مجموعهٔ اعتراضات مردمی و ضد حکومتی آبان ۱۳۹۸ که در واکنش به انجام مجدد سهمیه‌بندی بنزین در ایران و افزایش ۲۰۰ درصدی قیمت بنزین آغاز شده بود شکل گرفت و پس از آن در اعتراضات مختلف حکومتی در سال‌های اخیر و خیزش ۱۴۰۱ ایران به صورت گسترده رواج یافت و از شعارهای خیزش ۱۴۰۱ ایران بود که خطاب به حکومت نظام جمهوری اسلامی و شخص رهبری علی خامنه‌ای داده می‌شد.
همچنین مخالفان حکومت جمهوری اسلامی و فعالان و صاحب نظران سیاسی مخالف نظام جمهوری اسلامی نیز از این ادبیات  در خطاب به ادعاهای رهبر حکومت جمهوری اسلامی و مقامات نظام جمهوری اسلامی یا نیروهای نیابتی وابسته به آنها کار می‌برند.
- در جریان حمله اکتبر ۲۰۲۴ ایران به اسرائیل امیر اوهانا، رئیس کْنِسِت (پارلمان اسرائیل) در مواجه با پست علی خامنه‌ای رهبر ایران که به زبان عبری در شبکه ایکس منتشر شده‌بود در پاسخ خود خطاب به او به زبان فارسی نوشت: «به پایان سلام کن»[۱۰]